# Mariusz Sokołowicz
Mariusz Paweł Sokołowicz, także Mariusz E. Sokołowicz (ur. 10 czerwca 1979 w Łodzi) – doktor habilitowany, profesor Uniwersytetu Łódzkiego.

## Życiorys
W latach 1997–2003 studiował gospodarkę przestrzenną na Uniwersytecie Łódzkim. Następnie naukę kontynuował na studiach doktoranckich na Uniwersytecie Łódzkim, uzyskując stopień doktora w 2006. Od 2009 pracuje jako adiunkt w Instytucie Gospodarki Przestrzennej na Uniwersytecie Łódzkim, od września 2016 także jako prodziekan Wydziału Ekonomiczno-Socjologicznego Uniwersytetu Łódzkiego ds. Projektów i toku studiów, a od września 2020 jako prodziekan tego wydziału ds. kształcenia. W listopadzie 2016 uzyskał stopień doktora habilitowanego nauk ekonomicznych.
Sokołowicz w latach 2016–2018 był prezesem Fundacji Ulicy Piotrkowskiej Działa w stowarzyszeniach: „Tak dla Łodzi”, "Regional Studies Association", oraz „European Regional Science Association”, jest członkiem Międzynarodowej Grupy Badawczej PGV – Pays du groupe de Vysegrad oraz Towarzystwa Urbanistów Polskich, Ukraińskiej Akademii Nauk Ekonomicznych. Społecznie współtworzył Strategię Rozwoju ul. Piotrkowskiej na lata 2009–2020, a w ramach pracy urzędniczej w latach 2009–2013 odpowiadał za jej rewitalizację.
Kandydował z list Wiosny w 2019 do Parlamentu Europejskiego. W tym samym roku startował w wyborach parlamentarnych, z okręgu nr.9 (okręg łódzki) do Sejmu Rzeczypospolistej z list Lewicy. Zdobył 467 głosów, nieuzyskując mandatu.

## Nagrody i wyróżnienia
- Nagroda Marszałka Województwa Łódzkiego w konkursie na najlepsze prace doktorskie, magisterskie i dyplomowe tematycznie związane z województwem łódzkim, za pracę doktorską „Region wobec procesów globalizacji – terytorializacja przedsiębiorstw międzynarodowych (na przykładzie regionu łódzkiego)” (2007),
- Nagroda Rektora Uniwersytetu Łódzkiego III stopnia, za książkę pt. „Region wobec procesów globalizacji – terytorializacja przedsiębiorstw międzynarodowych (na przykładzie regionu łódzkiego)” (2009),
- Nagroda Rektora Uniwersytetu Łódzkiego III stopnia (zespołowa) za cykl publikacji „Łódzka metropolia...” (2011),
- Nagroda Rektora Uniwersytetu Łódzkiego II stopnia (zespołowa), za książkę „Region w gospodarce opartej na wiedzy, Kapitał ludzki-innowacje-korporacje transnarodowe” (2012)[1].

## Odznaczenia
- Medal Brązowy za Długoletnią Służbę (2017)[1],
- Odznaka „Za Zasługi dla Miasta Łodzi” (2018)[10].

## Publikacje
- Nowakowska, A., Sokołowicz, M., & Zasina, J. (2025). Asset or stigma? Industrial heritage in the lens of territorial capital. Cities, 167, 106354. https://doi.org/10.1016/j.cities.2025.106354
- Kurczewska, A., & Sokołowicz, M. E. (2025). "The evolvement of citizen entrepreneurship under the late neoliberal mindset”. In Handbook on Post-Schumpeterian Innovations. Cheltenham, UK: Edward Elgar Publishing. https://doi.org/10.4337/9781035322510.00019
- Sokołowicz M.E. (2024). Pochwała złotego środka, czyli o rozwiązaniach pośrednich w gospodarce przestrzennej. Łódź: Wydawnictwo Uniwersytetu Łódzkiego (otwarty dostęp). https://doi.org/10.18778/8331-426-6
- Sokołowicz M.E., Nowakowska, A., & Ciarkowski, B. (2023). The Ambiguous Legacy of Socialist Modernist Architecture in Central and Eastern Europe. London: Routledge. https://doi.org/10.4324/9781003299172
- Sokołowicz, M.E., Lewandowska-Gwarda K., Przygodzki Z. (2022). Is the grass elsewhere really greener? A study on the place marketing activity of Polish self-governments. Bulletin of Geography. Socio-economic Series, nr 57: 7–21[11]
- Sokołowicz, M. E. (2022). Wartościowanie niejednoznacznego dziedzictwa modernizmu w mieście na przykładzie stacji kolejowej Warszawa Ochota. Studia Regionalne i Lokalne, 1(87), 86–107[12]
- Sokołowicz M.E. (2021). Wspólne, czyli czyje? Kilka uwag o miejskich dobrach wspólnych. W: Miasto wobec wyzwań. Gdynia: UrbanLab Gdynia, s. 225–241[13]
- Sokołowicz M.E. (2020). Siła przekonywania. Wykorzystanie ekonomii behawioralnej i architektury wyboru w działaniach na rzecz ochrony środowiska w samorządach. „Przegląd Geograficzny” 92(4), s. 569–589[14]
- Kowalski, K., Matera, R., & Sokołowicz, M.E. (2020). The Role of Immigrants in the ‘Take-Offs’ of Eastern European ‘Manchesters’. Comparative Case Studies of Three Cities: Lodz, Tampere and Ivanovo. „Journal of Migration History” 6(3), pp. 269-299[15]
- Sokołowicz M.E., Przygodzki Z. (2020). The value of ambiguous architecture in cities. The concept of a valuation method of 20th century post-socialist train stations. „Cities” 104, pp. 2-15[16]
- Sokołowicz M.E. (2019). Student cities or cities of graduates? The case of Lodz and its students declared preferences. „Population, Space and Place”, vol. 25 (2), e2177. DOI: 10.1002/psp.2177[17]
- Sokołowicz M.E. (2015). Rozwój terytorialny w świetle dorobku ekonomii instytucjonalnej. Przestrzeń – bliskość – instytucje. Łódź: Wydawnictwo Uniwersytetu Łódzkiego, ISBN 978-83-7969-785-4[18]